# Craig (Colorado)
Craig ist eine US-amerikanische Stadt in Colorado. Das U.S. Census Bureau hat bei der Volkszählung 2020 eine Einwohnerzahl von 9.060 ermittelt. Sie ist die bevölkerungsreichste Stadt im Moffat County und auch dessen County Seat.

## Geschichte
An der Mündung des Fortificaton Creek in den Yampa River, der damals als Bear River bekannt war, gab es schon vor der Gründung Craigs Versuche, eine Siedlung zu gründen. 1878 umfasste Windsor einige Ranchs, den Handelsposten Peck’s store und den Übergang über den Yampa River mit dem Namen Himley’s Ford . 1885 entstand die Niederlassung Yampa.
Craig wurde 1889 durch William H. Tucker gegründet und nach Rev. William Bayard Craig, einem der finanziellen Unterstützer der Stadtgründung benannt. Am 24. April 1908 erfolgte die Erhebung zur Stadt. Craig wurde County Seat des Moffat Countys, als dieses am 27. Februar 1911 aus dem westlichen Teil des Routt County gebildet wurde.

## Geographie
Craigs geographische Koordinaten sind 40° 31′ N, 107° 33′ W.
Nach den Angaben des United States Census Bureaus hat die Stadt eine Fläche von 12,6 km², die vollständig auf Land entfallen.

## Demographie
Zum Zeitpunkt des United States Census 2000 bewohnten Craig 9189 Personen. Die Bevölkerungsdichte betrug 728,5 Personen pro km². Es gab 3851 Wohneinheiten, durchschnittlich 305,3 pro km². Die Bevölkerung Craigs bestand zu 92,56 % aus Weißen, 0,30 % Schwarzen oder African American, 0,96 % Native American, 0,42 % Asian, 0,02 % Pacific Islander, 3,84 % gaben an, anderen Rassen anzugehören und 1,89 % nannten zwei oder mehr Rassen. 10,8 % der Bevölkerung erklärten, Hispanos oder Latinos jeglicher Rasse zu sein.
Die Bewohner Craigs verteilten sich auf 3525 Haushalte, von denen in 38,3 % Kinder unter 18 Jahren lebten. 54,3 % der Haushalte stellen Verheiratete, 9,6 % hatten einen weiblichen Haushaltsvorstand ohne Ehemann und 31,0 % bildeten keine Familien. 25,9 % der Haushalte bestanden aus Einzelpersonen und in 8,9 % aller Haushalte lebte jemand im Alter von 65 Jahren oder mehr alleine. Die durchschnittliche Haushaltsgröße betrug 2,53 und die durchschnittliche Familiengröße 3,05 Personen.
Die Stadtbevölkerung verteilte sich auf 28,5 % Minderjährige, 9,6 % 18–24-Jährige, 30,1 % 25–44-Jährige, 21,9 % 45–64-Jährige und 9,9 % im Alter von 65 Jahren oder mehr. Das Durchschnittsalter betrug 34 Jahre. Auf jeweils 100 Frauen entfielen 106,3 Männer. Bei den über 18-Jährigen entfielen auf 100 Frauen 103,4 Männer.
Das mittlere Haushaltseinkommen in Craig betrug 41.091 US-Dollar und das mittlere Familieneinkommen erreichte die Höhe von 45.504 US-Dollar. Das Durchschnittseinkommen der Männer betrug 38.038 US-Dollar, gegenüber 21.806 US-Dollar bei den Frauen. Das Pro-Kopf-Einkommen in Craig war 18.140 US-Dollar. 8,6 % der Bevölkerung und 6,9 % der Familien hatten ein Einkommen unterhalb der Armutsgrenze, davon waren 10,5 % der Minderjährigen und 6,5 % der Altersgruppe 65 Jahre und mehr betroffen.